# Атаев, Вагид Атаевич
Вагид Атаевич Атаев (5 мая 1934, с. Эрпели, Буйнакский район, Дагестанская АССР, РСФСР, СССР — 11 августа 2021) — кумыкский детский поэт, переводчик и педагог. Член Союза писателей России, заслуженный учитель Дагестана.

## Биография
С 1954 по 1956 года служил в рядах Вооруженных сил СССР. Многие годы он совмещал основную работу с работой в редакции Буйнакской объединенной газеты «Луч коммунизма». Член союза писателей России с 1991 года. Им впервые в истории дагестанской литературе в «Азбуке», на каждую букву алфавита сочинено по одному детскому стихотворению, что облегчило его обучение. Свои статьи, стихи, рассказы печатал в газетах: «Ленин ёлу», «Ёлдаш», «Комсомолец Дагестана», журнал «Женщина Дагестана», «Тангчолпан», «Соколёнок» и других. Его стихи в на русский язык печатались в центральных журналах: «Работница» (в рубрике «Колобок»), «Мурзилка», «Весёлые картинки», вошли в сборник лучших детских стихов поэтов СССР «Апрельский дождь». В 2010 году Кумыкский музыкально-драматический театр имени А. П. Салаватова включил спектакль по пьесе «Судьба» в свой репертуар. В 2010 году вышла в свет его книга для детей «Кошка и лепёшка». В 2014 году, объявленном Годом культуры, в Буйнакском районе отметили 80-летие Вагида Атаева. Является автором 16 изданных книг. В его творчестве преобладает детская тематика. Им переведены на кумыкский язык многие стихи известных русских поэтов.

## Образование
В 1954 году окончил среднюю школу в селе Эрпели. В 1961 году окончил агрономический факультет Дагестанского сельскохозяйственного института. После чего без отрыва от производства оканчивает экономический факультет Кубанского сельскохозяйственного института. Далее оканчивает Московскую сельскохозяйственную Академии, педагогический факультет.

## Трудовая деятельность
- 1961 — 2000 — работа в Буйнакском сельскохозяйственном техникуме преподавателем, методистом, заведующим отделением, заместителем директора по учебно-воспитательной работе.
- 2000 — 2009 — заместитель директора Дагестанского филиала Российского государственного педагогического университета им. А.И. Герцена.

## Награды и грамоты
- Члена Союза писателей СССР
- Члена Союза писателей России
- Заслуженного работника культуры Дагестана
- Заслуженный учитель Дагестана
- лауреат Всероссийского литературного конкурса имени П. Ершова
- Дважды награждён Почётными грамотами Правления Союза писателей Российской Федерации
- Почетная грамота Президиума Верховного Совета ДАССР
- Почетная грамота Министерства сельского хозяйства Российской Федерации
- Дипломы Советского комитета защиты мира

## Изданные книги
- «Баю-бай»
- «Утёнок»
- «Подсолнух»
- «Выйди, солнышко!»
- «Ты папе не говори...»
- «Азбука»
- «Кошка и лепёшка»
- «В объятиях детства»
- «Дети - цветы жизни»
- «Доброе утро!»,
- «Я люблю тебя, жизнь».